# Тай Ситу
Тай Ситу — один из высших лам и один из держателей линии Карма Кагью тибетского буддизма. 
Согласно традиции является эманацией бодхисаттвы Майтреи, который должен стать следующим буддой этой эпохи.
Основателем линии Тай Ситу был один из крупнейших средневековых политических лидеров Тибета, Чокьи Гьялцен, среди прошлых перерождений которого был тантрический практик, последователь Кагью, император Тогон-Тэмур. Титул Тай Ситу был дарован ему в 1407 году императором Юн Лэ из династии Мин. Полное имя звучит как Кентинг Найа Танг Ньонце Гешеце Тай Ситупа, или сокращенно Куангтинг Тай Ситу. Первый Тай Ситу был близким учеником 5-го Кармапы, который назначил его настоятелем Карма Гена, основного монастыря Кармапы в то время.
Нынешнее (2011) перерождение — 12-й Тай Ситупа, Пема Тёньё Ньинчже родился в семье земледельцев 1954 году в селении Ачог, которое находится в уезде Пальюл в восточном Тибете. Он был распознан и возведен на трон 16-м Гьялванг Кармапой в возрасте 18 месяцев, а в 5 лет доставлен в Цурпу.
В возрасте 5 лет он покинул Тибет, отправившись сначала в Бутан, а затем в монастырь Румтек в Сиккиме, где получил религиозное обучение от 16-го Кармапы.
Когда ему было 22 года, Ситу Ринпоче основал свой новый монастырь Палпунг Шераб Линг в Химачал-Прадеш в Северной Индии, который стал его главной резиденцией в изгнании.
12-й Тай Ситупа распознал Ургьен Тринле Дордже как 17-го Кармапу. Также он распознал Чосенг Трунгпу как перерождение Чогьяма Трунгпы Ринпоче, а также новое перерождение Калу Ринпоче — Калу Ринпоче Янгси.
Линия Тай Ситу
1. Чокьи Гьялцен (1377—1448)
2. Таши Намгьял (1450—1497)
3. Таши Палджор (1498—1541)
4. Чокьи Гоча (1542—1585)
5. Чокьи Гьялцен Палзанг (1586—1657)
6. Мипхам Чогьял Рабтен (1658—1682)
7. Наве Ньима (1683—1698)
8. Чокьи Джунге (1700—1774)
9. Пема Ньингче Вангпо (1774—1853)
10. Пема Кунзанг Чогьял (1854—1885)
11. Пема Ванчук Гьялпо (1886—1952)
12. Пема Тёньё Ньинчже (1954-)